# Hipismo nos Jogos Olímpicos de Verão de 1988
O hipismo nos Jogos Olímpicos de Verão de 1988 foi realizado em Seul, na Coreia do Sul, com seis eventos disputados no adestramento, concurso completo de equitação (CCE) e salto.

## Adestramento individual
| Pos. | País                     | Atletas                  | Cavalos             |
| ---- | ------------------------ | ------------------------ | ------------------- |
|      | Alemanha Ocidental (FRG) | Nicole Uphoff-Becker     | Rembrandt 24        |
|      | França (FRA)             | Margit Otto-Crepin       | Corlandus           |
|      | Suíça (SUI)              | Christine Stueckelberger | Gauguin de Lully CH |

## Adestramento por equipe
| Pos. | País                     | Atletas                                                               | Cavalos                                      |
| ---- | ------------------------ | --------------------------------------------------------------------- | -------------------------------------------- |
|      | Alemanha Ocidental (FRG) | Reiner Klimke Ann-Kathrin Linsenhoff Monica Theodorescu Nicole Uphoff | Ahlerich 2 Courage 10 Ganimedes Rembrandt 24 |
|      | Suíça (SUI)              | Otto Hofer Christine Stueckelberger Daniel Ramseier Samuel Schetzmann | Andiamo Gauguin de Lully CH Random Rochus    |
|      | Canadá (CAN)             | Cynthia Neale-Ishoy Eva Pracht Gina Smith Ashley Nicoll               | Dynasty Emirage Malte Reipo                  |

## CCE individual
| Pos. | País                | Atletas       | Cavalo           |
| ---- | ------------------- | ------------- | ---------------- |
|      | Nova Zelândia (NZL) | Mark Todd     | Charisma         |
|      | Grã-Bretanha (GBR)  | Ian Stark     | Sir Wattie       |
|      | Grã-Bretanha (GBR)  | Virginia Leng | Master Craftsman |

## CCE por equipe
| Pos. | País                     | Atletas                                                       | Cavalos                                       |
| ---- | ------------------------ | ------------------------------------------------------------- | --------------------------------------------- |
|      | Alemanha Ocidental (FRG) | Claus Erhorn Matthias Baumann Thies Kaspareit Ralf Ehrenbrink | Justyn Thyme Shamrock 11 Sherry 42 Uncle Todd |
|      | Grã-Bretanha (GBR)       | Mark Phillips Karen Straker Virginia Leng Ian Stark           | Cartier Get Smart Master Craftsman Sir Wattie |
|      | Nova Zelândia (NZL)      | Mark Todd Margaret Knighton Andrew Bennie Tinks Pottinger     | Charisma Enterprise Grayshott Volunteer       |

## Salto individual
| Pos. | País                     | Atletas       | Cavalos           |
| ---- | ------------------------ | ------------- | ----------------- |
|      | França (FRA)             | Pierre Durand | Jappeloup de Luze |
|      | Estados Unidos (USA)     | Gregory Best  | Gem Twist         |
|      | Alemanha Ocidental (FRG) | Karsten Huck  | Nepomuk 8         |

## Salto por equipe
| Pos. | País                     | Atletas                                                               | Cavalos                                        |
| ---- | ------------------------ | --------------------------------------------------------------------- | ---------------------------------------------- |
|      | Alemanha Ocidental (FRG) | Ludger Beerbaum Wolfgang Brinkmann Dirk Hafemeister Frankie Sloothaak | The Freak Pedro Orchidee 76 Walzerkonig 19     |
|      | Estados Unidos (USA)     | Gregory Best Lisa Jacquin Anne Kursinski Joseph Fargis                | Gem Twist For the Moment Starman Mill Pearl    |
|      | França (FRA)             | Hubert Bourdy Frédéric Cottier Michel Robert Pierre Durand            | Morgat Flambeau C La Fayette Jappeloup de Luze |

## Quadro de medalhas do hipismo
| Ordem | País                   | Medalha de ouro | Medalha de prata | Medalha de bronze | Total |
| ----- | ---------------------- | --------------- | ---------------- | ----------------- | ----- |
| 1     | FRG Alemanha Ocidental | 4               | 0                | 1                 | 5     |
| 2     | FRA França             | 1               | 1                | 1                 | 3     |
| 3     | NZL Nova Zelândia      | 1               | 0                | 1                 | 2     |
| 4     | GBR Grã-Bretanha       | 0               | 2                | 1                 | 3     |
| 5     | USA Estados Unidos     | 0               | 2                | 0                 | 2     |
| 6     | SUI Suíça              | 0               | 1                | 1                 | 2     |
| 7     | CAN Canadá             | 0               | 0                | 1                 | 1     |